# Michael Weyermann
Michael Weyermann (10 marzo 1980) è un allenatore di sci alpino ed ex sciatore alpino svizzero.

## Biografia

### Carriera sciistica
Originario di Gümligen e attivo in gare FIS dal febbraio del 1996, Weyermann esordì in Coppa Europa il 21 dicembre 1999 a Sankt Moritz in discesa libera (58º) e in Coppa del Mondo il 15 dicembre 2003 a Madonna di Campiglio in slalom speciale, senza completare la prova. Nella medesima specialità prese il via altre cinque volte nel massimo circuito internazionale (l'ultima il 25 gennaio 2005 a Schladming), senza portare a termine nessuna gara, e ottenne il miglior piazzamento in Coppa Europa, il 22 gennaio 2005 a La Plagne (9º). Si ritirò al termine della stagione 2005-2006 e la sua ultima gara fu uno slalom speciale FIS disputato il 5 aprile a Lutsen, chiuso da Weyermann al 9º posto; non prese parte a rassegne olimpiche o iridate.

### Carriera da allenatore
Dopo il ritiro è divenuto allenatore nei quadri della Federazione sciistica della Svizzera.

## Palmarès

### Coppa Europa
- Miglior piazzamento in classifica generale: 70º nel 2005

### Campionati svizzeri
- 2 medaglie:
  - 2 bronzi (slalom speciale nel 2003; slalom speciale nel 2004)